# زیردریایی یو-۱۴۰ (۱۹۴۰)
زیردریایی یو-۱۴۰ (۱۹۴۰) (به انگلیسی: German submarine U-140 (1940)) یک زیردریایی بود که طول آن ۴۳٫۹۷ متر (۱۴۴ فوت ۳ اینچ) بود. این زیردریایی در سال ۱۹۴۰ ساخته شد.